# Riccardo Bizzotto
Riccardo Bizzotto (Bassano del Grappa, 28 novembre 1981) è un giocatore di beach volley italiano.

## Biografia
A pallavolo ha giocato in serie D con il Rosà Vicenza dal 1998 al 2001, poi è salito in B2 con La Salle Romano d'Ezzelino dal 2001 al 2003, passando quindi in A con il Bassano Volley (2003 - 2005) e tornando in B1 nel 2005 - 2006 con il Polazzo di Vicenza.
Si è espresso a livelli internazionali nel beach volley. Nel 2007 a Klagenfurt con Eugenio Amore alla prima giornata del Grand Slam ha eliminato i campioni del mondo Rogers e Dalhausser.
Nel 2008, sempre in coppia con Eugenio Amore, sull'arenile di Vindicio, si è aggiudicato il torneo di beach volley dei Giochi del mare, battendo in finale di fronte ad oltre 1.500 spettatori il duo formato da Ottavio Ucci e La Rocca con il secco punteggio di 2 a 0 (21-11; 21-13).
Nel frattempo ha disputato tornei a livello internazionale per la Nazionale Italiana di Beach Volley, ancora una volta con Eugenio Amore, ottenendo un 4º posto a Brno FIVB C&S: